# Batalla d'Alep (2012–2016)
La batalla d'Alep —معركة حلب en àrab— va ser un conflicte militar entre l'oposició siriana (Exèrcit Sirià Lliure, Front del Llevant i l'Exèrcit de la Conquesta, amb el suport d'Al-Qaeda a Síria) contra l'Exèrcit Àrab de Síria amb el suport de Hezbollah, Iran i Rússia i també contra les Unitats de Protecció Popular (kurds), a Alep, la ciutat més gran de Síria. La batalla va començar el 19 de juliol de 2012 com a part de la Guerra civil siriana L'escala i la importància de la batalla van dirigir combatents per anomenar-lo la «mare de les batalles» o «Stalingrad de Síria». La batalla va estar marcada per l'ús massiu d'artilleria i d'atacs aeris per part de les forces governamentals matant milers de persones i causant una gran devastació. L'organització amb seu a Londres Observatori Sirià per als Drets Humans va denunciar l'Exèrcit Lliure Sirià pel seu indiscriminat bombardeig dels districtes en poder del govern amb cilindres de gas omplerts amb explosius i altres peces d'artilleria, els quals van provocar milers de víctimes. La comissió de Drets Humans de les Naciones Unides va advertir sobre l'ús de civils com a escuts humans per part de les forces insurgents. La batalla ha causat una catastròfica destrucció a la Ciutat Vella d'Alep i a la Ciutadella d'Alep, un lloc declarat Patrimoni Mundial de la Humanitat per la UNESCO.
La batalla principal va acabar al desembre de 2016 quan les forces islamistes no van poder mantenir més línies defensives i es van veure obligades a acceptar la seva capitulació, acollint-se al pla del govern de traslladar-los a la província d'Idlib, el principal feu dels rebels. Tot i això, als afores de la ciutat encara van quedar alguns districtes en mans insurgents i no va ser fins al febrer de 2020 que es va declarar tota la ciutat sota control governamental després d'una ofensiva general al sud de la ciutat.

## Inici
Alep és la ciutat més gran de Síria amb una població de 2,5 milions de persones. Un Patrimoni mundial de la humanitat, que ha estat descrit per la revista Time com la capital comercial Siriana.
Previ a l'esclat de les hostilitats a Alep el juliol del 2012, hi va haver protestes a escala nacional contra el govern dirigit pel President Bashar al-Assad, des del 15 març del 2011 com a part de la Primavera àrab. Els habitants de les dues ciutats més grans de Síria, Damasc i Alep, eren inicialment en gran part alienes. Així com les protestes d'oposició, el govern va organitzar mítings en suport del govern actual. Alep s'havia mantingut sense protestes els setze mesos del llarg conflicte fins al 22 de juliol, quan els rebels que lluitaven en les ciutats veïnes van convergir i penetrar a Alep.

## Combatents

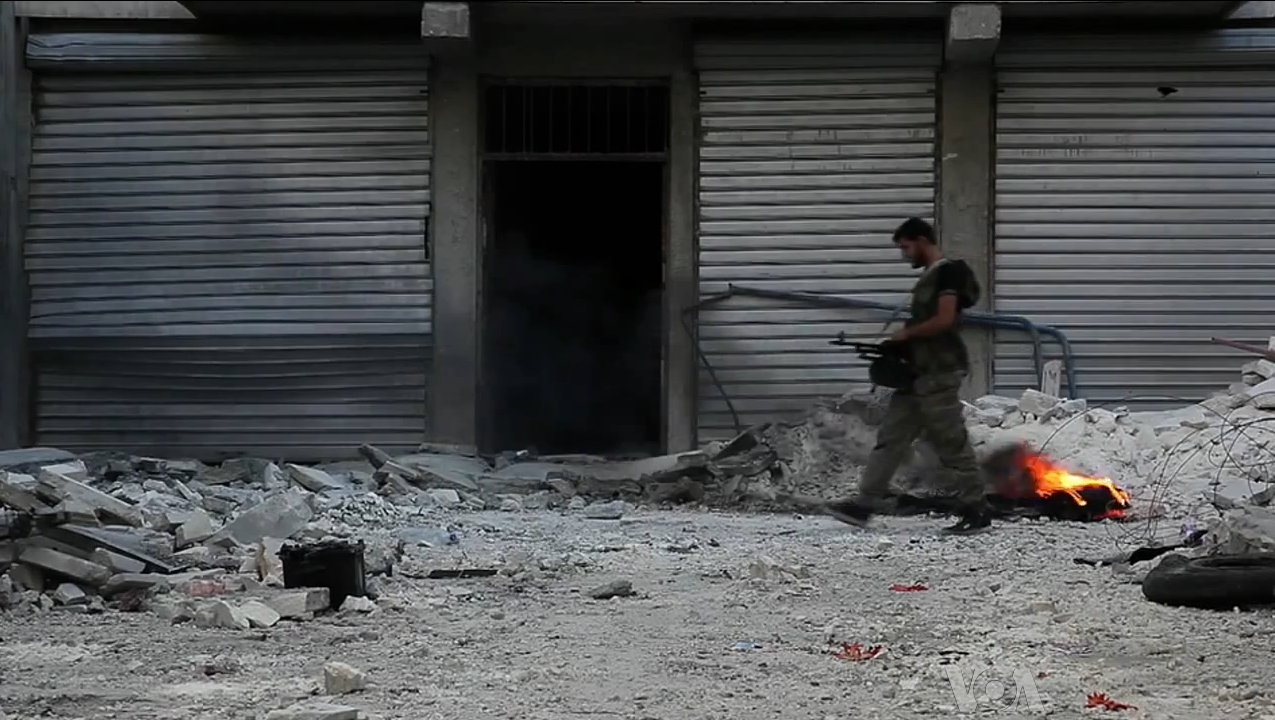
Insurgent de l'Exèrcit Sirià Lliure caminant entre la runa d'un carrer d'Alep.

Al principi de la Batalla d'Alep, els rebels asseguraven tenir entre 6.000 i 7.000 combatents en 18 batallons. El grup de rebels més gran era la brigada al-Tawhid; el més prominent era l'Exèrcit sirià Lliure, el qual era en gran part compost soldats desertors de l'exèrcit. La majoria dels rebels van arribar dels voltants d'Alep (del camp) i de les ciutats que inclouen Al-Bab, Marea, Azaz, Tel Rifaat i Manbij. Un resident d'Alep segons els informes va acusar els rebels d'utilitzar cases de civils com a refugis. El 19 de novembre de 2012, els soldats rebels—particularment la brigada al-Tawhid i el front al-Nusra —inicialment van rebutjar la nova formació Coalició Nacional siriana. L'endemà els rebels van retirar el seu rebuig.
Al desembre, els soldats rebels estaven generalment saquejant per obtenir subministraments; van canviar les seves lleialtats a grups que tenien més per compartir. Aquesta nova aproximació va portar a l'assassinat de com a mínim un comandant rebel que perseguia una disputa; els soldats que retrocedien amb el seu botí causaven la pèrdua de la posició a la línia del front i el fracàs d'un atac als veïns Kurds. Els botins els va costar als soldats rebels perdre molt suport popular.
Els extremistes islàmics i lluitadors estrangers, molts dels quals eren experimentats i van venir de l'actual insurgència de la veïna Iraq, es van unir a la batalla. Els jihadistes segons es diu van venir creuant el món musulmà. Jacques Bérès, un cirurgià francès que va tractar soldats ferits va informar d'un nombre significatiu de soldats estrangers, la majoria dels quals tenien objectius islàmics i no tenien interessos directes en Bashar al-Assad. Va incloure libis, txetxens i francesos.. Bérès va contrastar la situació a Alep amb aquella a Idlib i Homs, on les forces estrangeres no van ser comunes. Algunes brigades d'ESL (exèrcit sirià lliure) van cooperar amb soldats mujahidins.

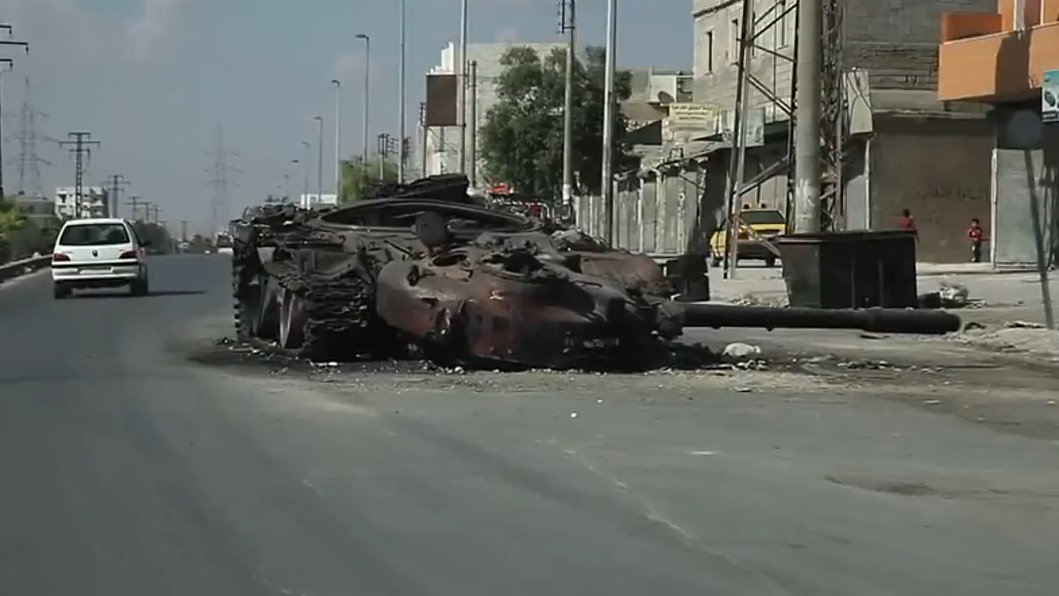
Tanc completament destruït.

El govern va retindre el suport a Alep. Un comandant rebel va dir "al voltant del 70% de la ciutat d'Alep és amb el règim". Durant el curs de la batalla, Assad va perdre el suport de la classe rica d'Alep. Les notícies de la CBS van informar que 48 homes de negocis d'elit que eren els principals financers pel govern van canviar de costats. Per primer cop, l'Exèrcit sirià va lluitar en guerres urbanes. Van dividir les seves forces en grups de 40 soldats. Aquests van ser armats majoritàriament amb rifles automàtics i anti-coets per a tanc. Artilleria, tancs i helicòpters eren només utilitzats de suport. L'agost del 2012, l'exèrcit va desplegar les seves unitats d'elit. Finalment, després que els rebels executessin Shabiha i Zeino al-Berri, el dirigent tribal de la tribu al-Berri, la tribu es va unir a la lluita contra els rebels. Els Cristians van donar suport l'Exèrcit i van formar les milícies alineades amb el govern que va sorgir de la captura dels seus caps per part de l'Exèrcit sirià. Els cristians armenis també donaren suport a l'Exèrcit sirià. Els armenis d'Alep digueren que Turquia ajudava al ESL per atacar els armenis i als cristians i àrabs. El armenis va tenir una milícia amb uns 150 soldats.
Al principi de la batalla, els kurds d'Alep van formar grups armats, el més notable fou la brigada kurda Salahaddin, la qual va treballar amb l'oposició. El Kurd Partit d'Unió Democràtica (PUD) va tenir pobres relacions amb ambdós bàndols. Els comitès de Protecció Popular del PUD van quedar fora de les àrees àrabs i van insistir que el EXL estigués fora de l'àrea Kurda. Ells no lluitaren inicialment amb l'exèrcit Sirià llevat fossin atacats, però més tard s'uniren en l'oposició contra les forces pro-Assad. Les àrees Kurdes d'Alep van mantenir-se sota el control del PUD. Quatre-cents turcs van unir-se a la batalla sota el Sultan Abdulhamid Han.
A mesura que la batalla es desenvolupava els enfrontaments entre rebels islamistes i forces kurdes augmentava. A causa d'això les Unitats de Protecció Popular es va aliar amb les forces lleials que els permetien tenir vies de comunicació i abastament amb la zona kurda d'Afrin. En els estadis finals del conflicte ambdós forces van lluitar conjuntament en diversos fronts i van establir zones de control mixtes.

## Curs de la batalla

### 2012: Inici de l'atac rebel i captura de l'est d'Alep

Situació aproximada a la ciutat el novembre de 2012.

Els tirotejos entre els rebels i les forces de seguretat van esclatar fora dins i al voltant de Salaheddine, un districte al sud-oest de la ciutat, la nit de 19 juliol 2012. Després una setmana de guerra, la revista The Guardian va escriure, "Els Estats Units diu que tem que el règim d'Assad estigui "alineant" per cometre una massacre en Alep, però ha repetit la seva reticència per intervenir en el conflicte".
A finals de juliol i principis d'agost del 2012, el ESL va continuar la seva ofensiva a Alep, a ambdós costats que pateixen un nivell alt de baixes. Els comandants rebels van dir que el seu objectiu principal era conquerir el centre de la ciutat. Els rebels van agafar un punt de control estratègic a Anadan, una ciutat al nord 'Alep, guanyant una ruta directa entre la ciutat i la frontera Turca—una important base de subministrament rebel. També van capturar Al-Bab, al nord-est de la ciutat, amb una base de l'exèrcit. Més tard, els rebels van atacar la base aèria a Minakh, 30 km (19 mi) al nord-oest d'Alep, amb les armes i els tancs capturats al punt de control d'Anadan. Forces de l'oposició van continuar obtenint territoris a la ciutat, controlant la major part de l'est i del sud-est d'Alep, incloent Salaheddine i parts de Hamdaniyeh. Van continuar atacant centres de seguretat i estacions de policia en enfrontaments que van esclatar a prop de la seu d'intel·ligència de la Força aèria d'Alep al nord-oest, al districte de Zahraa. Els rebels van atacar diverses estacions de policia i correus en els districtes centrals i del sud de Bab al-Nerab, Al-Miersa i Salhain, agafant una quantitat significativa d'armes i munició.

### 2013: Avanços i contra-avanços

Mapa de l'ofensiva governamental durant la tardor de 2013.

Al desembre del 2012, el front Al-Nusra unilateralment va declarar una zona d'exclusió aèria i va amenaçar de disparar qualsevol avió comercial, al·legant que el govern els usava per transportar tropes lleials i subministraments militars. Després de múltiples atacs a l'Aeroport Internacional d'Alep, tots els vols van ser suspesos l'1 de gener de 2013. El mes següent, els rebels van capturar Umayyad Mesquita; durant la batalla, el museu de la mesquitava va ser atrapada enmig del foc i el seu sostre va caure.
El 9 de juny, l'Exèrcit sirià va anunciar l'inici de "l'Operació Tempesta del Nord", un intent de recapturar el territori interior i al voltant de la ciutat. Entre el 7 i 14 juny, les tropes de l'exèrcit, militars governamentals i soldats de Hezbollah van llançar l'operació. Durant un període d'una setmana, les forces del govern van avançar dins de la ciutat i del camp, forçant als rebels a retrocedir. Tanmateix, el 14 de juny—segons un activista d'oposició—la situació va començar invertir-se després que els rebels capturèssin una columna de reforç blindada d'Alep que encapçalava dos ciutats Shiites del nord-oest de la ciutat.
El 8 de novembre, l'Exèrcit sirià va llançar una ofensiva sobre la base rebel 80. L'exèrcit, segons els residents, va llançar "la barrera de foc més pesada en més d'un any". Al Jazeera va escriure que una victòria de govern tallaria la ruta dels rebels entre la ciutat i al-Bab. Dos dies més tard, Reuters va informar que els rebels van reagrupar-se per lluitar contra l'exèrcit. Quinze rebels van ser matats i l'exèrcit va recapturar la base. El mes següent, l'exèrcit va assetjar la ciutat dins Operació Estrella Canopus. L'helicòpter de l'exèrcit va atacar amb bomba de canó, matant més de mil persones, segons l'Exèrcit sirià Lliure Abu Firas Al-Halabi.

### 2014: El govern uneix i estabilitza més territoris
Les forces governamentals, havent aixecat el setge sobre Alep l'octubre del 2013, va continuar la seva ofensiva el 2014, culminant amb la captura de Sheikh Najjar, un districte industrial al nord d'Alep i aixecant el setge de la Presó central d'Alep, que va continuar a mans dels soldats de la guarnició governamental que van resistir les forces rebels des de 2012 fins al 22 de maig del 2014. Una proposta d'alto el foc va ser presentada per l'enviat de nacions unides al novembre, sota la proposta de l'exèrcit sirià-arab podria permetre als rebels d'abandonar Alep sense violència i podria ajudar-los en el transport. A canvi els militars es rendirien i baixarien les seves armes. El president Assad segons es diu va reportar estar d'acord en considerar d'acceptar el pla d'alto el foc, mitjançant confirmacions no oficials. El ESL va refusar el pla; el comandant militar del ESL Zaher al-Saket va dir que havien "après a no confiar en el règim de Bashar al-Assad perquè són astuts i només volen comprar temps".

### 2015: Guerra de desgast

Mapa dels principals moviments durant el 2015 al voltant d'Alep.

A principis de gener, els rebels van recapturar l'àrea del Majbal (sawmills) i van capturar l'entrada sud de pedres coneguda com al-Missat, forçant les tropes governamentals a retirar-se al nord. Els rebels també van apoderar-se de l'àrea de Manasher al-Brej. Van intentar avançar i agafar control del turó al-Brej, amb el qual podrien aconseguir el control militar de la carretera que uneix Alep amb la Presó Central d'Alep i les àrees d'Al-Mallah i Handarat. A finals de gener, els rebels van prendre el control d'algunes posicions del turó al-Brej.
A mitjans de febrer, l'Exèrcit àrab sirià i els seus aliats van llançar una ofensiva important al camp al nord d'Alep amb l'objectiu de tallar les últimes rutes de subministrament rebel a la ciutat i alleujant el setge rebel a les ciutats Shi'a-majority, Zahra'a i Mubl al nord-oest d'Alep. Ells ràpidament van capturar diversos pobles però les males condicions meteorològiques i la incapacitat d'avisar els reforços va parar l'ofensiva governamental. Uns quants dies més tard, els rebels van llançar una contra-ofensiva, recuperant dos de les quatre posicions havien perdut a les forces de govern.
El 9 de març, les forces de l'oposició van llançar una agressió en Handarat, al nord d'Alep, després que segons es diu notant confusió en les posicions de les tropes governamentals després de tot el febrer lluitant. Fonts de l'oposició van dir que els rebels havien capturat el 40–50% del poble, o possiblement fins i tot 75%, mentre l'Exèrcit va quedar-se el control de la porció del nord de Handarat. Per contrast, una font militar va declarar encara controlaven el 80% de Handarat.
El 18 de març, després d'amenys 10 dies de lluita, l'exèrcit havia expulsat totalment els rebels de Handarat i va restablir el control del poble.
En una preparació per una nova ofensiva, els rebels van bombardejar durant les zones controlades pel govern a Alep, deixant 43 civils morts i 190 ferits el 15 de juny. El 17 de juny, les forces rebels van capturar l'occidental veí de Rashideen de les forces gubernamentals. Per tot arreu el 19 i 20 juny, una ronda nova de bombardejos van matar 19 civils més.
A principis de juliol, dues coalicions rebels van llançar una ofensiva contra la meitat oest de la ciutat lleial al govern. Durant cinc dies de batalles, els rebels van conquerir el Centre de Recerca Científica a Alep als afores a l'oest, el qual era utilitzat com a caserna militar. Dos atacs dels rebel en l'àrea Jamiyat al-Zahra va ser repel·lida. Forces governamentals van llançar un insatisfactori contra-atac contra el Centre de Recerca Científica.

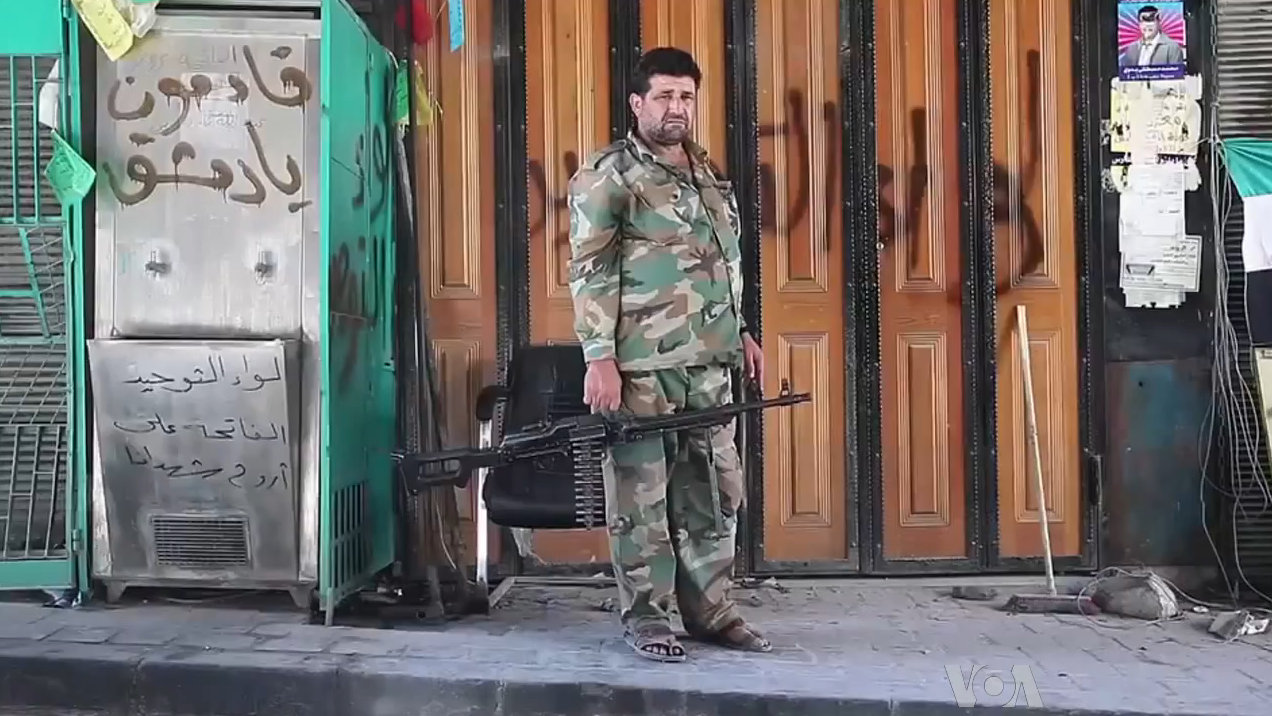
Combatent de l'Exèrcit Sirià Lliure sostenint una metralladora PK.

En mitjans d'octubre, ISIL va capturar quatre rebels -va aguantar els pobles del nord-est d'Alep, mentre l'Exèrcit va agafar la zona de comerç lliure Síria-Turquia, la presó juvenil al-Ahdath i una planta de ciment.
El 19 d'octubre, l'exèrcit sirià i Hezbollah van capturar el turó de Tal SyriaTel al sud d'Alep, matant 20 rebels durant l'operació.

### 2016: Encerclaments, capitulació i evacuació
Al febrer de 2016 l'exèrcit sirià va trencar el setge de les poblacions, de majoria xiïta, Al-Zahraa i Nubl. D'aquesta forma es dividia el territori rebel i es tallava una important via de comunicació des de Turquia. L'exèrcit va seguir ampliant la seva zona de control amb la captura de Mayer, Kafr Naya i Ratyan.
El 25 de juny les tropes governamentals van iniciar una important ofensiva al nord per aïllar Alep de la resta de territori rebel. Cap a finals de juliol l'exèrcit va tallar l'autovia "Castello" fent efectiu el setge. Els contraatacs rebels no van poder restablir la via de comunicació.
Posteriorment la majoria de faccions rebels van unir-se per iniciar un gran atac al sud de la ciutat d'Alep, per una banda per trencar el setge dels barris rebels i per l'altra per tallar la principal artèria d'abastament del govern.
Aquest atac va aconseguir el seu objectiu, els rebels van obtenir el control del barri de Ramouseh així com el complex militar que porta el mateix nom. La via de comunicació que van obrir estava sota foc constant i setmanes més tard l'exèrcit amb l'ajuda d'importants atacs aeris de la Força Aèria Russa va recuperar el control de la zona. Més de 500 insurgents van perdre la vida en aquestes ofensives.
Amb la situació estabilitzada el govern sirià va decidir capturar la resta de la ciutat d'Alep en mans dels insurgents. Al setembre va iniciar una ofensiva, liderada per les unitats palestines de Liwa al-Quds que van capturar el camp de refugiats de Handarat, l'hospital Kindi i les zones industrials d'Owaija i Shuqeif. Paral·lelament altres forces governamentals van capturar part del districte de Farafira, al costat de la Ciutadella d'Alep, i també parts de Bustan Al-Basha. Aquesta ofensiva va reduir entre un 15% i 20% la bossa rebel d'Alep.
Les forces rebels tot i la severa derrota soferta uns mesos enrere al sud de la ciutat van tornar a organitzar un gran atac, en part també a la zona sud però sobretot als barris de l'oest. El 28 d'octubre els insurgents trenquen les línies defensives i capturen la zona industrial de Minyan i part de la seva zona residencial així com el barri de Dahiyat Al-Assad. Sense comptar amb els bombardejos russos l'exèrcit sirià va resistir l'embat i va poder recapturar totes les zones perdudes així com altres que havien guanyat les forces islamistes durant l'anterior ofensiva.
El govern va poder reiniciar l'ofensiva, aquesta vegada anunciada com la final, contra la bossa insurgent de la ciutat. El 15 de novembre es van iniciar les operacions, conjuntament amb les mílicies YPG, i en poques setmanes l'exèrcit sirià i les forces kurdes ja havien capturat més d'un 85% dels barris rebels, els districtes van caure un darrere de l'altre. Més de 100.000 civils van aconseguir fugir per refugiar-se a la part governamental de la ciutat.
El govern va mantenir la pressió durant les següents setmanes, el 4 de desembre van recuperar l'hospital "Eye", que s'havia convertit en un centre d'operacions dels grups rebels. Més operacions en altres fronts van fer impossible que poguessin reorganitzar un contraatac. En poques setmanes van assegurar el control total de la ciutat vella d'Alep, empenyent les forces islamistes cap als barris del sud de la ciutat.

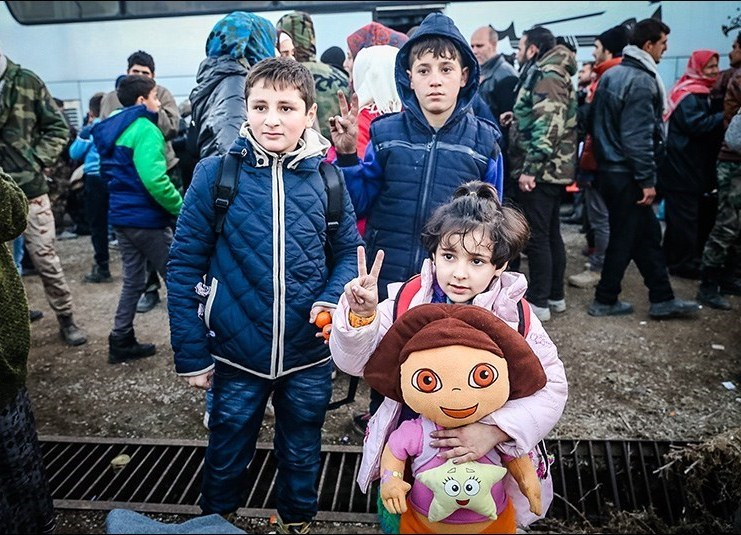
Arribada d'uns xiquets d'Al-Fu'ah i Kafriya (governació d'Idlib) a Alep com a part del pla d'evacuació pactada entre rebels i govern, aquest últim va demanar poder evacuar civils d'aquestes localitats assetjades pels islamistes des del març de 2015.

El 13 de desembre els insurgents mantenien el control sobre una petita àrea de la ciutat, un 5% del territori que controlaven només unes setmanes abans. El mateix 13 es va aconseguir un cessament de les hostilitats a tota la ciutat amb el patrocini de Turquia i Rússia. El pla del govern era que els rebels que ho volguessin poguessin acollir-se a l'amnistia declarada pel president Al-Assad o ésser traslladats al principal feu rebel, la governació d'Idlib, com ja havia passat a Daraya i altres zones del país. Desavinences entre les faccions islamistes van fer que l'alto al foc fracassés i no es pogués evacuar a ningú, els combats van retornar l'endemà fins al dia 15. A primera hora d'aquest dia van entrar els primers autobusos i ambulàncies a la bossa rebel. Durant els següents dies van seguir les evacuacions d'una forma irregular a causa de la fragilitat del cessament d'hostilitats. El Comitè Internacional de la Creu Roja va fer el seguiment de l'evacuació que va concloure el dia 22 amb la sortida en autobusos d'uns 4.000 combatents rebels i 30.000 civils. El mateix dia 22 l'exèrcit àrab sirià anunciava que tenia control total sobre la ciutat d'Alep, esdevenint una de les majors victòries per al bàndol governamental des de l'inici del conflicte. En total més de 130.000 civils van ser evacuats durant les últimes setmanes de la batalla, la gran majoria preferint anar a zones controlades pel govern.

#### Informes de massacres
Durant les últimes fases i davant del col·lapse de les forces insurgents van aparèixer informacions sobre suposats crims perpetrats per ambdós bàndols. Aquests informes van arribar a la sessió del Consell de Seguretat de l'ONU del 13 de desembre, segons l'Oficina de l'Alt Comissariat de les Nacions Unides per als Drets Humans presidida pel príncep jordà Zeid bin Ra'ad hi ha "informacions creïbles" de l'assassinat de civils per part de les milícies governamentals. Aquestes acusacions van ser negades tan pel govern sirià com pel "comitè rus de reconciliació", al·ludint la falta de proves i que l'entrada als barris rebels va ser observada per Creu Roja i gravada amb vehicles aeris no tripulats.
Després de la retirada de les forces rebels es van descobrir diverses fosses amb cadàvers (més de 100) de membres de l'exèrcit sirià que havien estat capturats durant els 4 anys de conflicte i suposadament executats per part dels insurgents abans de la seva sortida. L'organització pro-rebel "Observatori Sirià pels Drets Humans" va negar que haguessin estat executats sinó morts en combat recentment.

#### Mapes de les operacions militars a la ciutat (juny - desembre 2016)

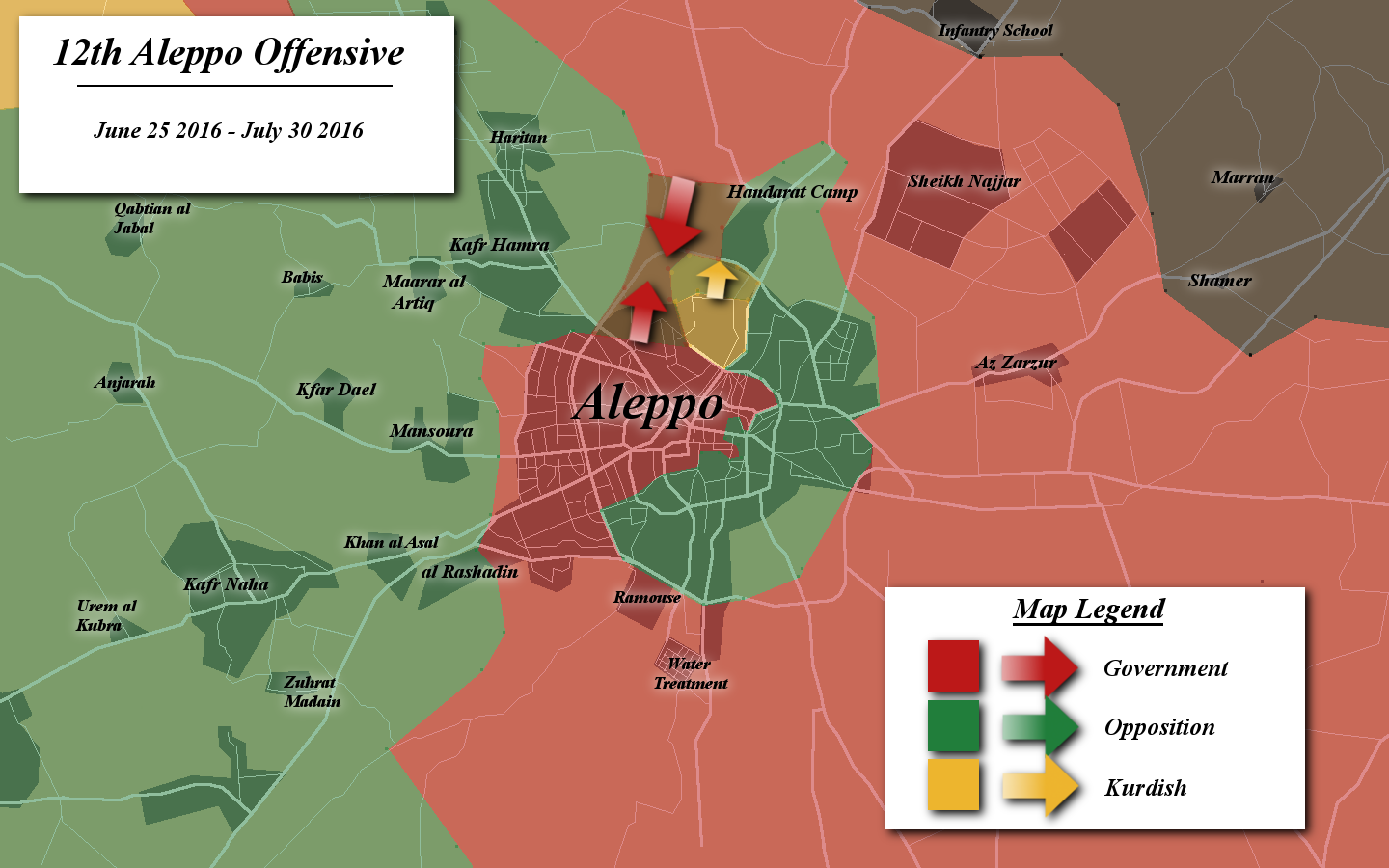
Encerclament governamental
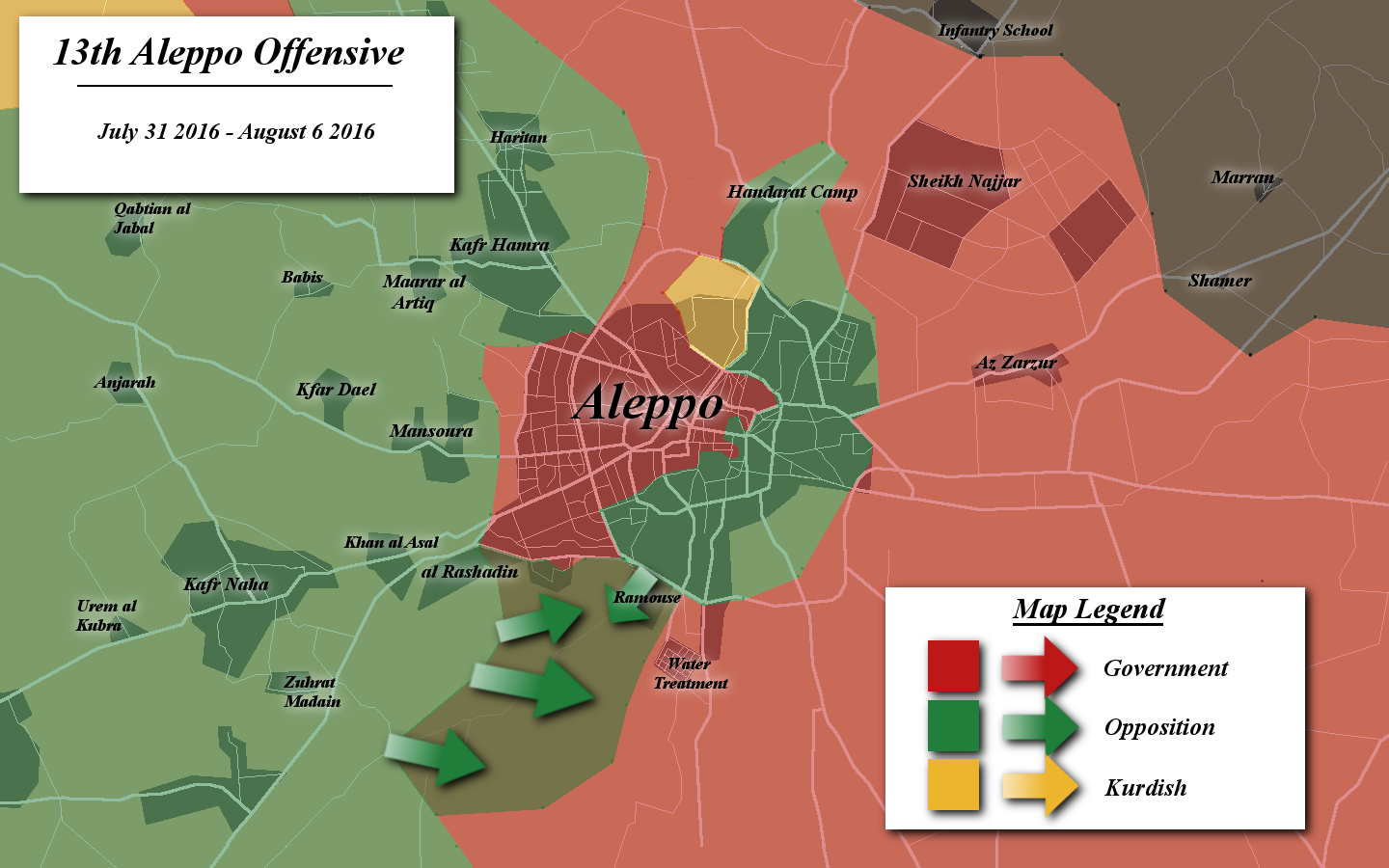
Trencament del setge
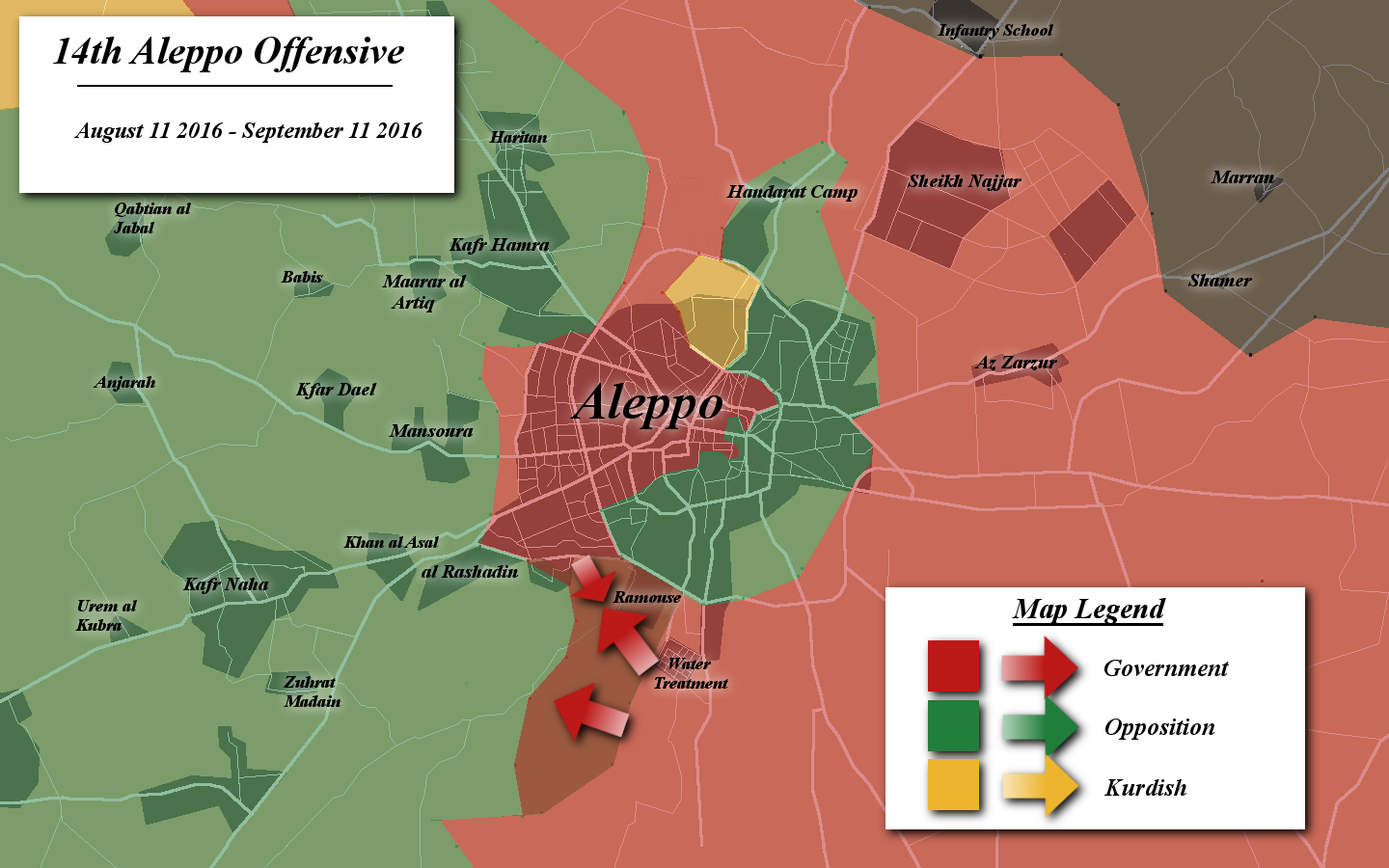
Restabliment del setge
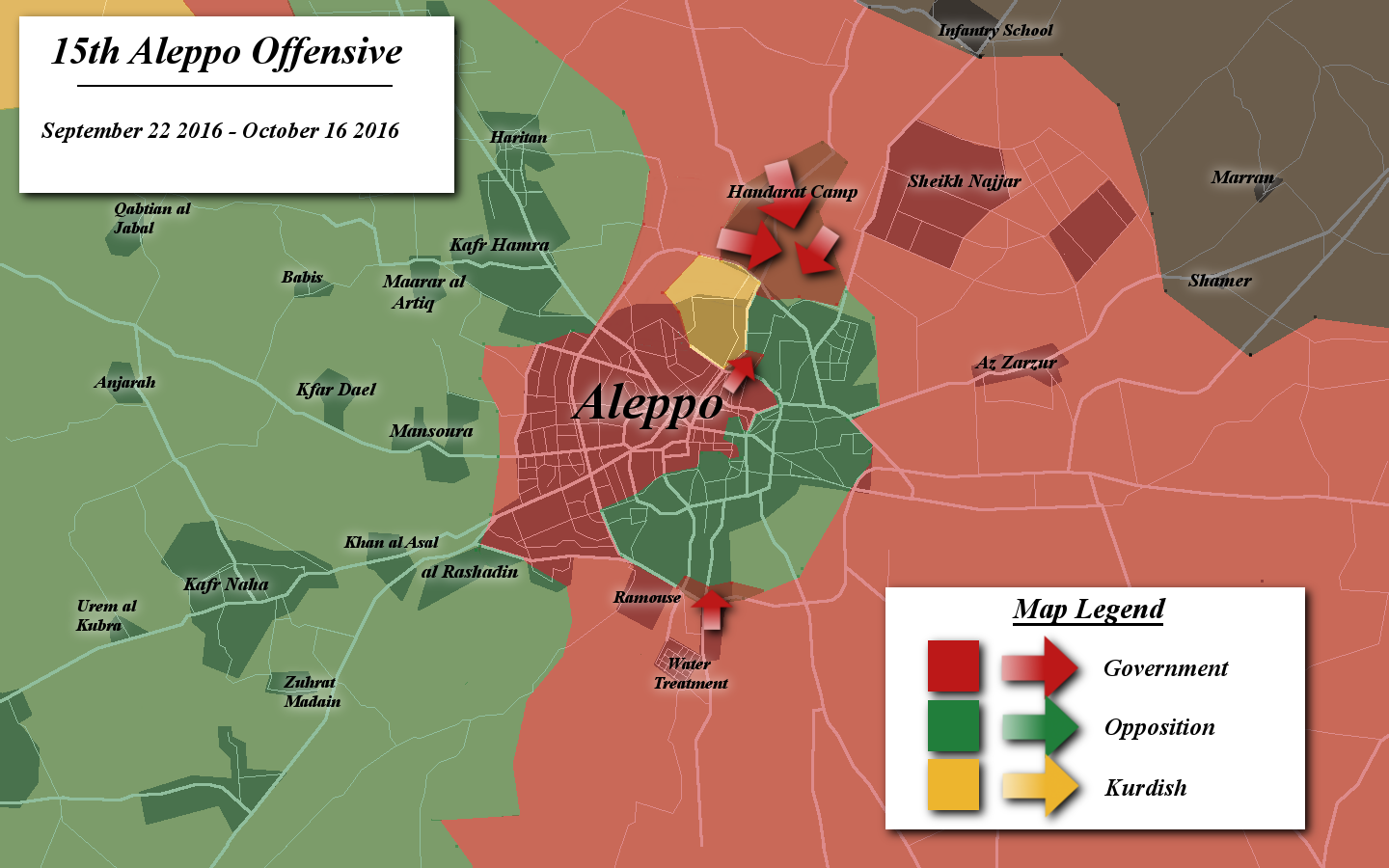
Ofensiva al nord
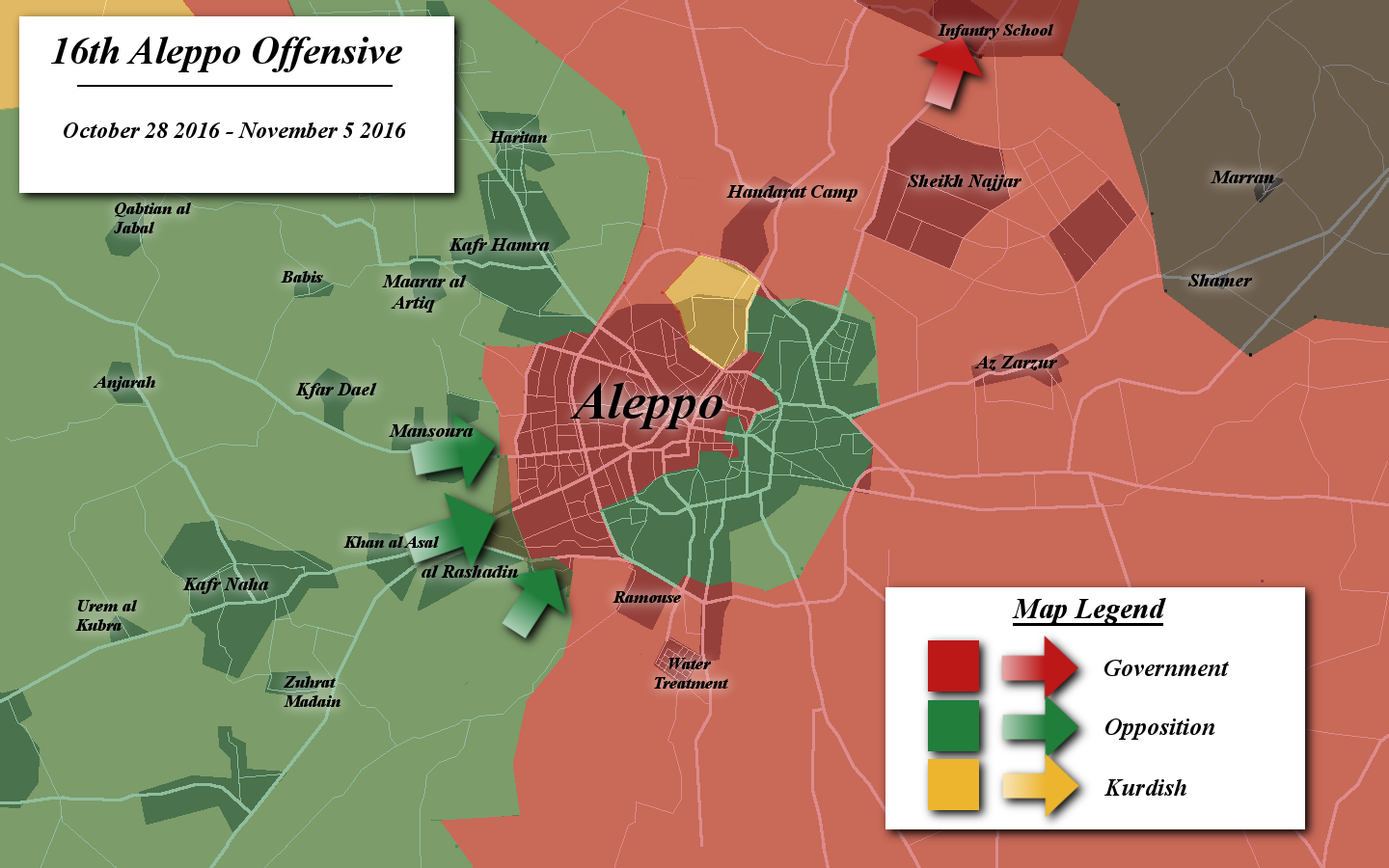
Atac rebel a l'oest
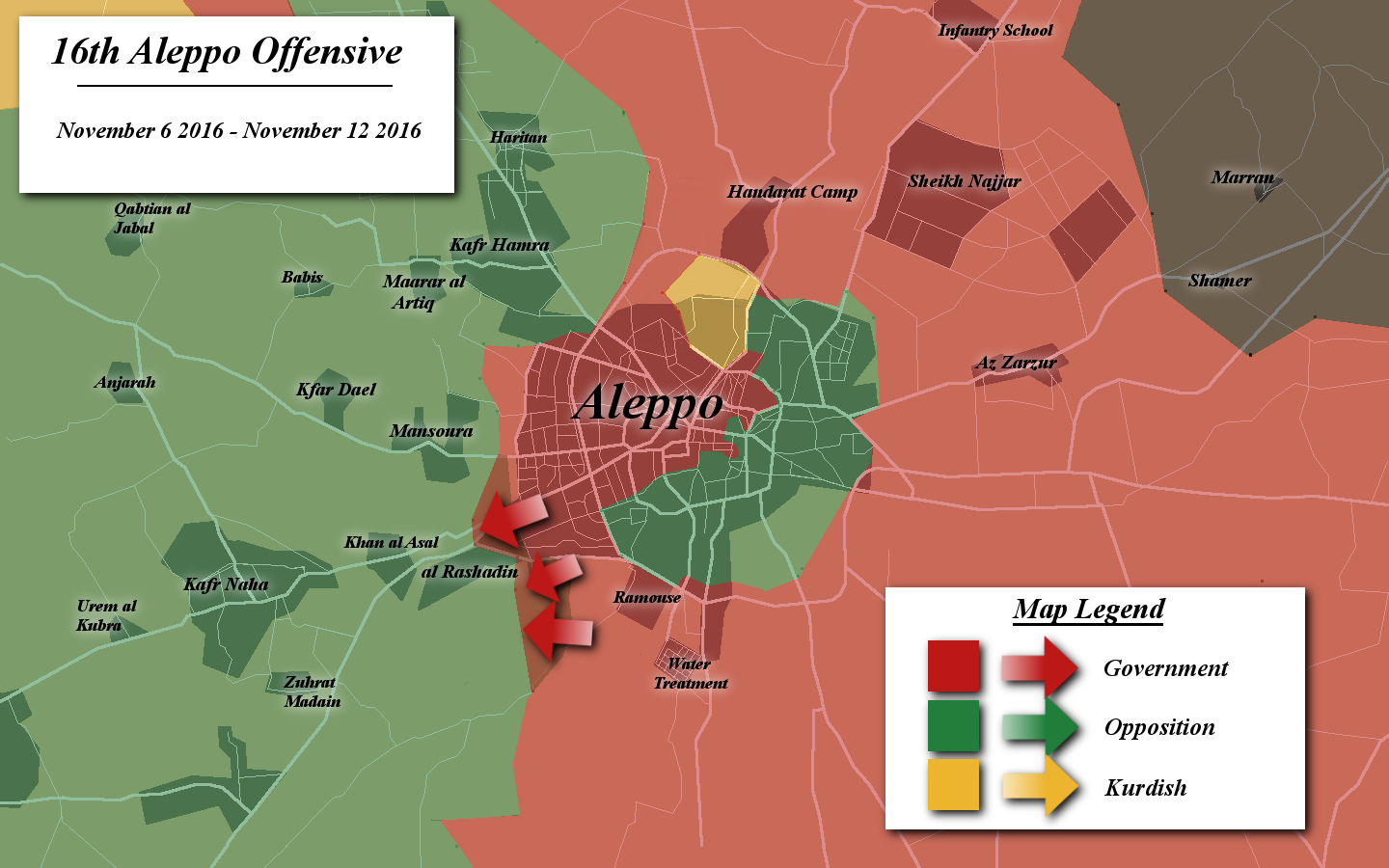
Contraatac governamental
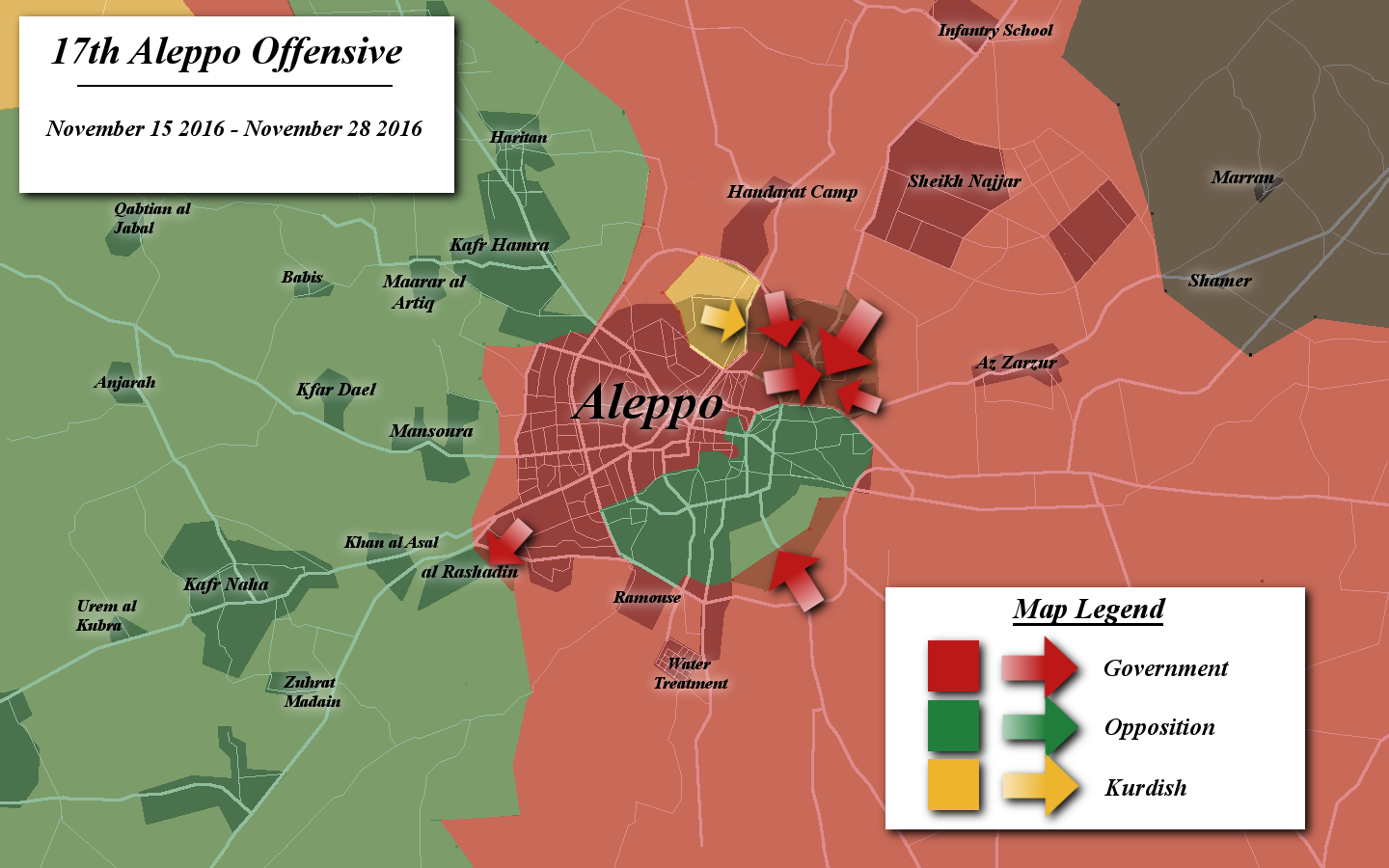
Desfeta rebel al nord
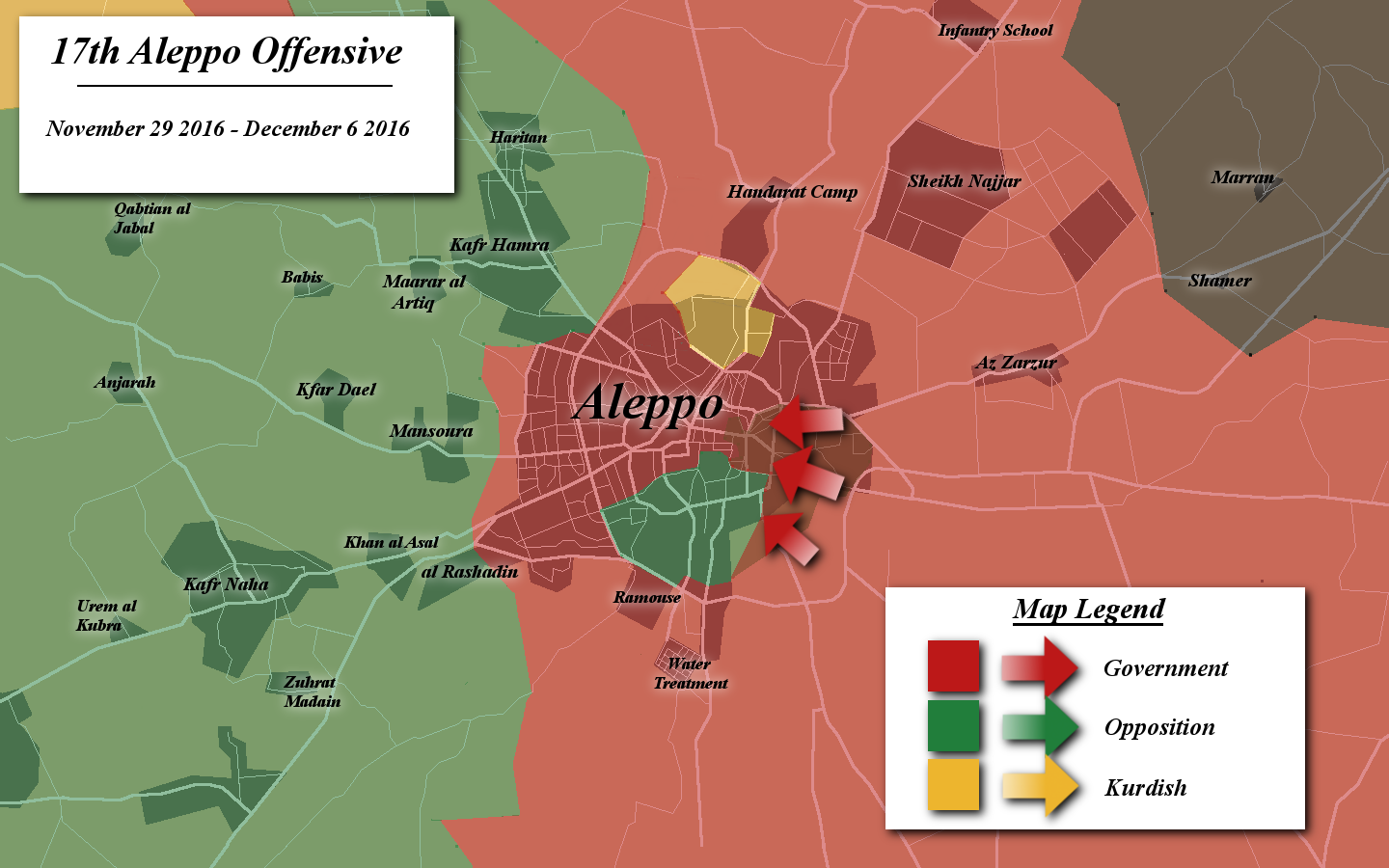
Arraconament
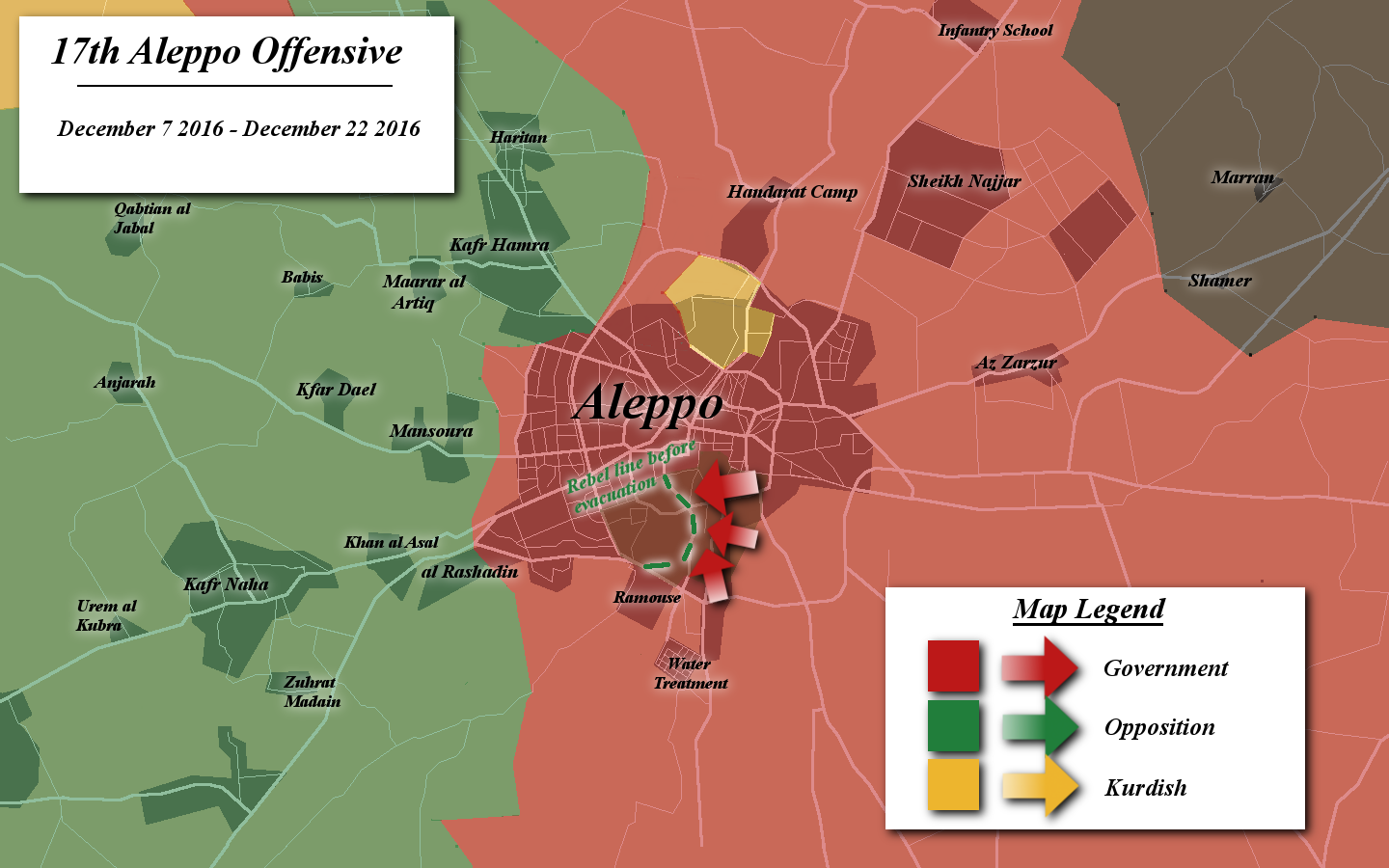
Atac final i capitulació

## Reacció internacional
- Síria – El president Bashar al-Assad digué en ocasió del 67é aniversari de l'exèrcit Sirià Àrab a l'agost del 2012 "l'exèrcit està compromés en una crucial i heroica batalla. en la qual resta el destí de la nació la seva gent".[167]

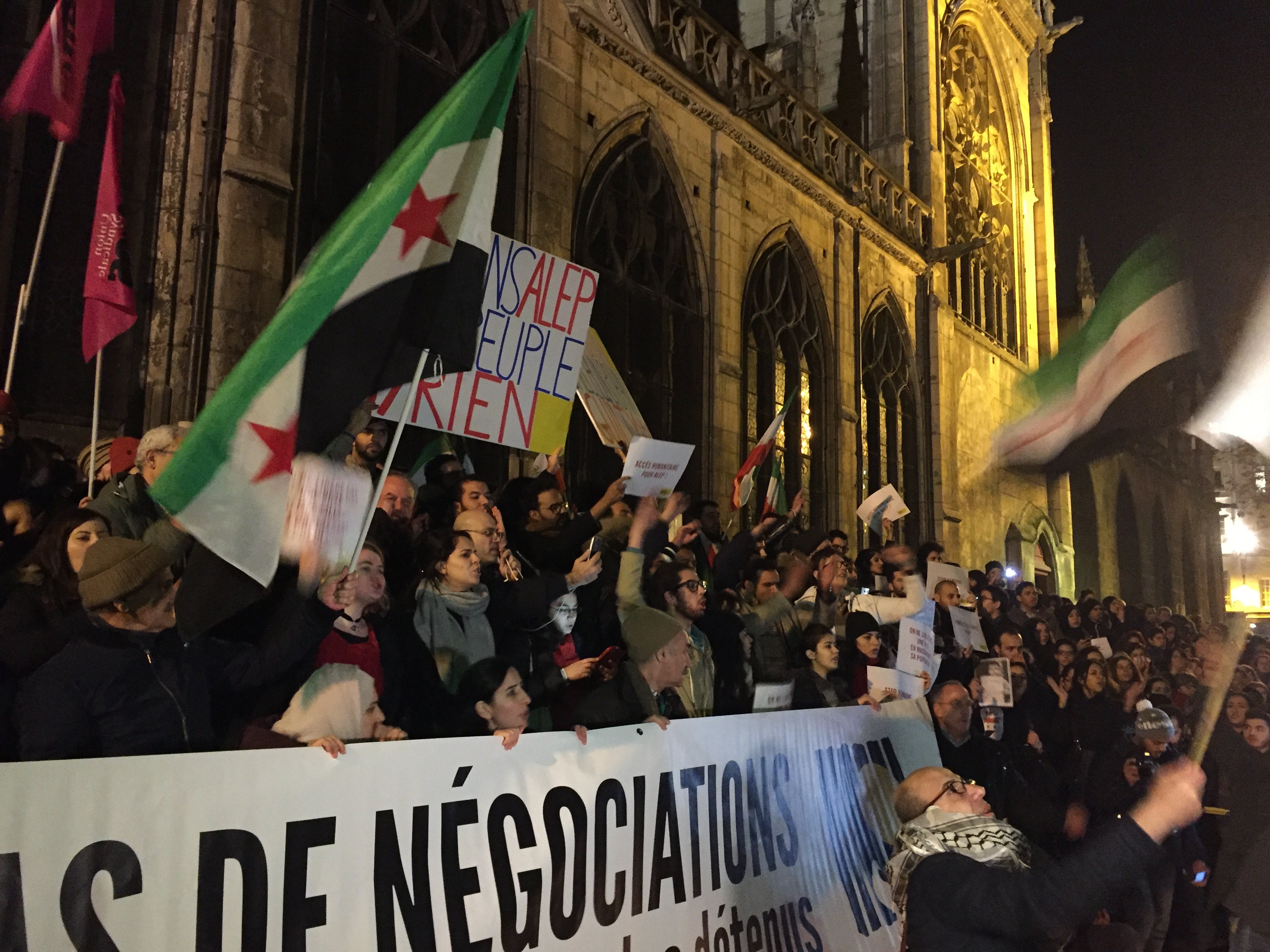
Manifestació en suport dels rebels sirians davant l'ambaixada de Rússia a París, el desembre de 2016

- Armènia – Armènia va començar enviant ajut humanitari a Alep a mitjans d'octubre del 2012.[168] L'ajuda va ser distribuïda per creu roja, la prelatura nacional armènia a Alep, la unitat d'Emergència d'Alep i l'Ambaixada de la República d'Armènia a Síria. El governador del govern d'Alep, Hilal Hial, va dir, "les persones sirianes altament aprecien aquest gest humanitari del poble armeni, subratllant la forta cooperació sirià-Armenia".[169]
- França – El Ministre d'exteriors francés va dir, "Amb la construcció d'armes pesants al voltant d'Alep, Assad està preparant per llançar una massacre sobre la seva gent". Itàlia i el cap de manteniment de la pau també acusen al govern de preparar una massacre contra civils.[170]
- Iran – Com la batalla d'Alep va començar, Saeed Jalili, el cap de Consell de Seguretat Nacional Suprem de l'Iran, va conèixer a Assad a Damasc. Jalili va dir que l'Iran ajudaria Assad per afrontar els "intents d'interferència estrangera descarada" dins dels afers interns de Síria, dient "Iran no permetrà un eix de resistència, del qual considera Síria una part essencial, per ser trencada de qualsevol manera".[171]
- Rússia – El ministre d'exteriors rus va emetre una declaració oficial que condemna el bombardeig que va succeir el 9 de setembre de 2012, en el qual més de 30 persones van ser assassinades. El ministeri va declarar, "fermament condemnem els actes terroristes que atempten a les vides de persones innocents", l'11 de setembre. El ministre d'exteriors va cridar els poders estrangers per pressionar la posició armada de parar de llançar "atacs terroristes".[172] terroristes". El General del Consolat rus a Alep va suspendre les operacions el 16 de gener de 2013[173]
- Turquia – El president turc Recep Tayyip Erdogan va urgir una acció internacional, explicant que no és possible "romandre com un espectador" a l'ofensiva governamental a Alep.[174] Reuters va informar que Turquia havia instal·lat una base amb aliança amb Aràbia Saudita i Qatar per dirigir ajuda militar i comunicacions a l'Exèrcit sirià Lliure de la ciutat d'Adana. Reuters també va dir citant una font en una base a Doja, va declarar que Turquia, Qatar i Aràbia Saudita proporcionaven als soldats rebels armes i formació.[175]
- Regne Unit – William Hague, el Ministre d'Exteriors britànic, va dir, "el món ha de parlar fora per evitar una massacre a Alep".[176]
- EUA – Els Estats Units van declarar témer una nova massacre a Alep per part del govern sirià: "aquesta és la preocupació: que veurem una massacre en Alep i allò és el que el règim sembla preparant-se per a fer".[177] Els Estats Units van condemnar "en els termes més forts possibles" els atacs amb míssils SCUD governamentals a Alep a finals de febrer del 2013, dient que eren "l'última crueltat del règim sirià i la seva manca de compassió per les persones sirianes que reclama per representar".[178]

### Reconquesta rebel en 2024
L'esclat de la guerra russo-ucraïnesa en 2022 va comportar la retirada de personal i recursos militars russos, el principal aliat de Baixar al-Àssad, i els atacs d'Israel a l'Iran i els forts cops contra Hezbol·là, també aliats d'al-Àssad, van deixar un buit que els rebels sirians van poder aprofitar i el 29 de novembre de 2024 els milicians de l'aliança jihadista Tahrir al-Xam van arribar als afores d'Alep entrant als barris de Hamdaniyah i Nou Alep, capturant cinc districtes amb enfrontaments a altres llocs de la ciutat, inclòs el seu centre.